# Gnophaela hopferri
Gnophaela hopferri är en fjärilsart som beskrevs av Augustus Radcliffe Grote och Robinson 1868. Gnophaela hopferri ingår i släktet Gnophaela och familjen björnspinnare. Inga underarter finns listade i Catalogue of Life.